# Cicindela fulgida
Cicindela fulgida är en skalbaggsart som beskrevs av Thomas Say 1823. Cicindela fulgida ingår i släktet Cicindela och familjen jordlöpare.

## Underarter
Arten delas in i följande underarter:
- C. f. fulgida
- C. f. pseudowillistoni
- C. f. rumppi
- C. f. westbournei
- C. f. williamlarsi
- C. f. winonae